# 中华全国总工会

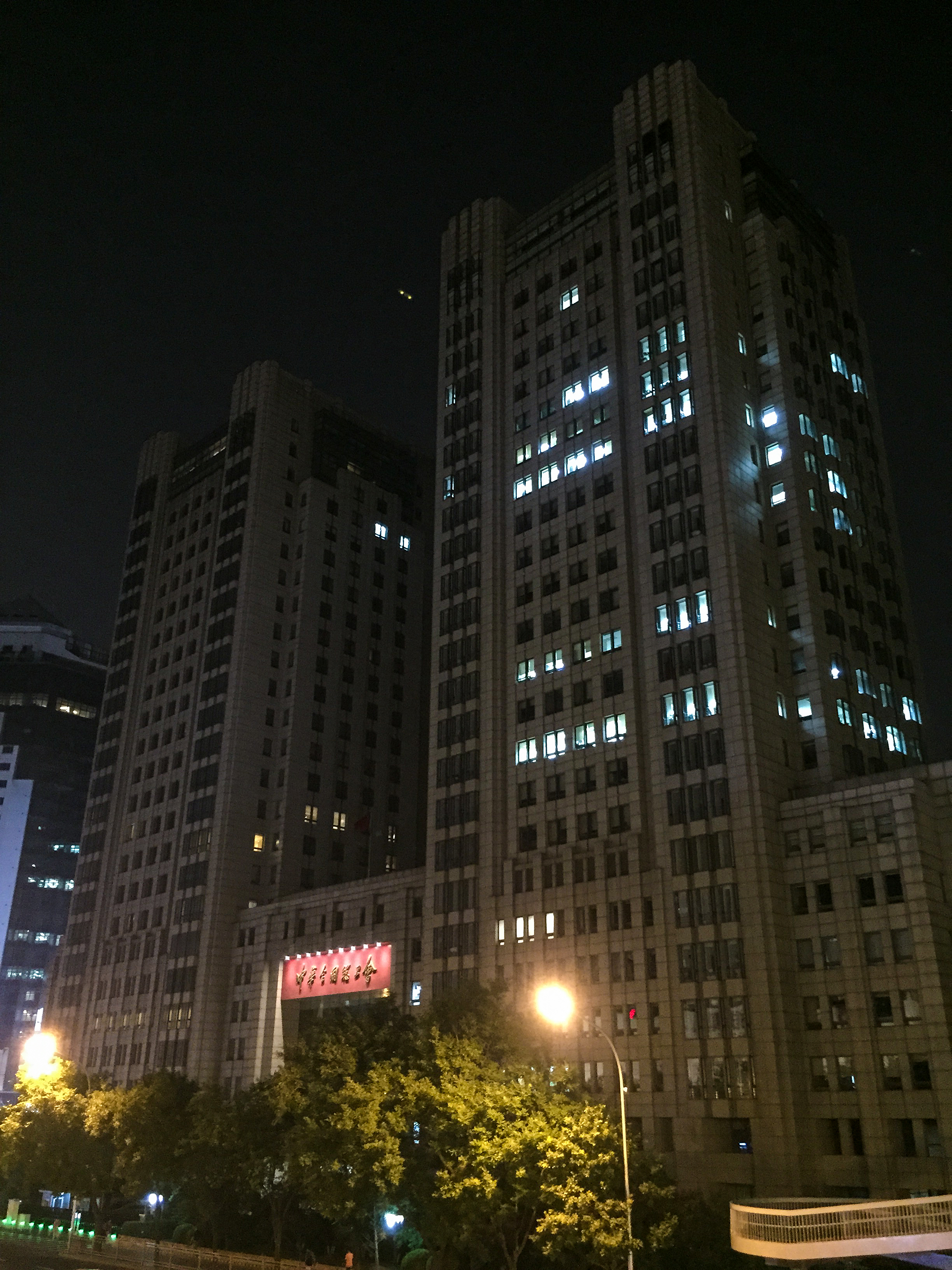
全总大楼夜景（2017年6月）

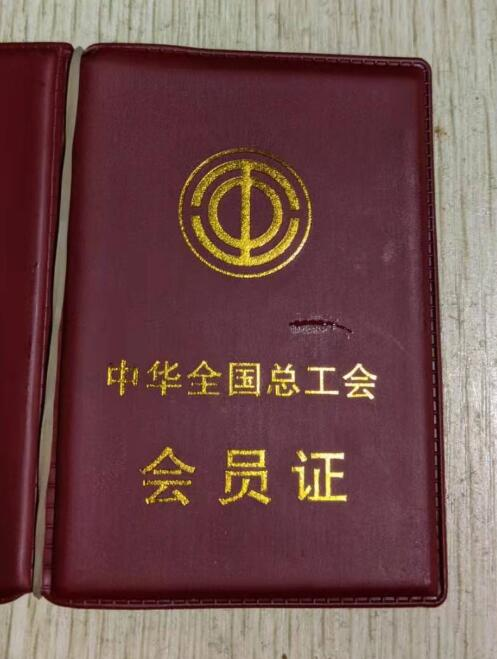
中華全國總工會會員證

中华全国总工会，简称全国总工会、全总，是中华人民共和国境内唯一的全国性工会联合会，但性質並非一般工會。全总因为其在中华人民共和国境内的排他性，使得各个地方工会和产业工会均为其下属。在這種情況下，下属工会没有集体谈判权，部分甚至由企业高级管理人员领导，使得工会并非传统意义上由劳动者主导對抗資本，來代表并维护其合法利益的勞工社团，而实际上为企业内部组织文体娱乐活动的一个分支机构。
中华全国总工会成立於1925年，當初與社會主義政治運動有相當的關連，到了中国共产党领导下的中华全国总工会，則是“参加中国人民政治协商会议的人民团体”之一，是免于在民政部登记的“社会团体”。根据《中华人民共和国工会法》《中国工会章程》的规定，中华全国总工会为中华人民共和国境内的各级地方工会和产业工会的领导机关；其下有中国大陆31个省级总工会和多个全国性产业工会总会。另外中华全国总工会曾经是世界工会联合会成员，中苏交恶时退出，但直至目前仅保持“友好关系”。

## 历史

### 中国劳动组合书记部
其前身是中国劳动组合书记部，隶属于中国共产党，成立于1921年8月11日，总部設在上海。首任总主任张特立（张国焘），毛泽东曾为湖南部主任。1922年5月1日，中国劳动组合书记部在广州召开了第一次全国劳动大会，邓中夏被选为书记。1925年5月1日，中国劳动组合书记部在广州召开了第二次全国劳动大会，决定成立中华全国总工会，取代中国劳动组合书记部。

### 中华民国大陆时期
北伐军占领武汉之后，总部迁至武汉。1926年、1927年分别召开了第三次、第四处全国劳动大会。1927年6月总部被中国国民党查封。1929年召开了第五次全国劳动大会。1932年底，全总和中共中央一起从上海迁移到江西中央苏区。土地革命战争时期，全总先后设立派出机构：
- 全国总工会中央苏区执行局：主任梁广（1931年初——1931年10月）
- 全国总工会白区执行局：亦称全总上海执行局、全总执行局，1933年在上海设立，领导国民党统治区与满洲国、全国海员总工会、全总华北办事处、上海纱厂总工会等组织；代表全总与赤色职工国际组织联系。党团书记罗登贤/赵立人（绰号黑大汉）/袁家镛（袁孟超、袁家康）/饶漱石（化名小姚、阿四）/夏爵一，秘书长翁泽生/王其良/，女工部部长王根英，青工部部长刘雪苇，全国海员总工会党团书记廖承志/夏爵一。交通易荣芳，秘书马纯古。秘密出版机关刊物《铁锤》月刊。为迎接建立抗日救国统一战线的新形势，全总白区执行局于1936年底结束，工作人员转入上海工人救国会活动。
- 全国总工会西北执行局
- 全国总工会华北执行局

抗日战争时期成立陕甘宁边区总工会和各抗日根据地总工会。1939年4月中共中央书记处决定成立中央职工运动委员会，停止使用中华全国总工会的名称。
1945年2月，为了促进解放区和全国工人运动的统一，并争取参加美、英、法、苏等国工会发起召开的世界职工大会，由陕甘宁边区总工会提议，建立各解放区工会的统一组织。1945年4月20日，各解放区工会代表在延安开会，决定边区总工会和各根据地总工会联合为中国解放区职工联合会筹备委员会。宗旨是：“团结各解放区职工力量，促进全国职工运动的团结和统一，保护职工利益，发展工业生产，联合各民主党派及一切民主人士，以便促进国内和平，建设民主、自南、独立、富强的新中国。”会议推选邓发、崔田夫、赵国强、王志远、朱宝庭、李颉伯、李砥平、张修竹、康永和等人组成常务委员会，主任邓发（1946年5月黑茶山空难后由刘宁一接任），副主任崔田夫，秘书长李颉伯（后由刘子载接任）。1945年9月，邓发代表解放区职工联合会参加了在巴黎召开的世界职工代表大会，并发表演讲，提出了争取和平、民主，反对独裁、内战，争取工人权利，改变工人地位，促进工人运动团结统一等8项主张和14条纲领，表达了中国工人阶级的意愿；邓发被大会选为世界工联理事会理事和执行委员会委员。
1948年3月5日，中共中央职工工作委员会提出关于召开全国解放区工人代表大会的意见，党中央建议这次大会定名为“第六次全国劳动大会”。中国国民党抢先于1948年4月18日至22日，在南京召开全国工会代表大会, 宣布成立“中华民国全国总工会”。1948年4月下旬, 毛泽东、刘少奇、周恩来、朱德在西柏坡接见准备赴哈尔滨的西北解放区工会、华北解放区工会代表团，向代表们说明了解放区工代会转变为“六次劳大”的原因。1948年8月1日至22日，解放区总工会和国民党统治区工会在哈尔滨兆麟电影院（今位于哈尔滨市道里区工厂街76号儿童电影院）联合召开了第六次全国劳动大会，出席会议的代表共518人，代表全国有组织的职工283万人，这些代表分别来自华北、华东、中原、广东、广西、上海、天津、唐山、武汉、南京、香港等国统区，以及解放区。大会决定恢复中华全国总工会。大会代表以无记名投票方式选举产生了中华全国总工会第六届执行委员会53人、候补执委20人。 全国总工会第六届执行委员会第一次会议选举陈云为主席，李立三、朱学范为副主席，刘宁一为秘书长，选举出15名正式常委和6名候补常委。李立三担任全总常务副主席，主持总工会的工作。在第六次全国劳动大会期间，朱学范代表中国劳动协会声明作为团体会员加入全总。全总机关1948年12月迁到沈阳，1949年3月迁到北平。1949年5月30日，全总常委会扩大会议推选刘少奇为全总名誉主席。全总六届三次执委会议决定，从第七次全国劳动大会起，将全国劳动大会改称为中国工会全国代表大会。

### 中华人民共和国
1949年11月，中国劳动协会在北京召开代表会议，决定结束其组织，实现了全国工会运动在组织上的完全统一。
1953年4月13日，中华全国总工会第六届执行委员会第三次全体会议决定，把即将召开的“中国第七次全国劳动大会”改称“中国工会第七次全国代表大会”。1978年10月，召开了中国工会九大，修改通过了《中国工会章程》，规定中华全国总工会是各地区工会组织和各产业工会全国组织的最高领导机关。
1992年4月，七届全国人大五次会议通过了《中华人民共和国工会法》，2001年10月九届全国人大常委会第二十四次会议作少量修改。2008年10月17日，中国工会十五大在北京开幕，党和国家领导人胡锦涛、吴邦国、温家宝、贾庆林、李长春、习近平、李克强、贺国强等出席，习近平代表中央发表祝词《在夺取全面建设小康社会新胜利中充分发挥工人阶级主力军作用》，王兆国主持开幕式。同年10月19日，大会选举产生中华全国总工会第十五届执行委员会和经费审查委员会。10月20日，中华全国总工会第十五届执行委员会第一次全体会议选举王兆国为主席。
2020年8月31日，根据国家发展改革委《关于全面推开行业协会商会与行政机关脱钩改革的实施意见》（发改体改〔2019〕1063号），原由总工会主管的中国职工文化体育协会、中国职工疗养协会、中国职工技术协会、中国职工焊接技术协会、中国机械冶金职工技术协会、中国国防邮电职工技术协会等6家行业协会（商会）与总工会分离，依法直接登记、独立运行，剥离行政职能，不再设置业务主管单位。取消对行业协会的直接财政拨款，通过政府购买服务等方式支持其发展。全面实行劳动合同制度，依法依章程自主招聘工作人员。

## 职责
根据《中华全国总工会机关职能配置、内设机构和人员编制规定》，中华全国总工会机关承担下列职能：
1. 根据党的基本理论、基本路线、基本纲领和工运方针，围绕党和国家工作大局，贯彻执行中国工会全国代表大会和执委会议确定的方针、任务和作出的决议。
2. 依照法律和《中国工会章程》，组织和指导各级工会坚定不移地贯彻落实党的全心全意依靠工人阶级的根本指导方针，进一步突出和履行维护职能。
3. 对有关职工合法权益的重大问题进行调查研究，向党中央和国务院反映职工群众的思想、愿望和要求，提出意见和建议；参与涉及职工切身利益的政策、措施、制度和法律、法规草案的拟定；参与职工重大伤亡事故的调查处理。
4. 负责工会理论政策研究，研究制定工会的组织制度和民主制度，监督检查《中国工会章程》的贯彻执行；研究指导工会自身改革和建设；指导各级工会组织开展以职工代表大会为基本制度的民主选举、民主决策、民主管理和民主监督工作，推动建立平等协商、集体合同制度和监督保证机制的工作。
5. 协助省、自治区、直辖市党委管理省级总工会领导干部，协助中央国家机关有关部委（局）管理全国产业工会的领导干部；监督、检查全国总工会机关和直属单位党员干部党风廉政建设情况；研究制定工会干部的管理制度和培训规划，负责市以上工会和大型企事业单位工会领导干部的培训工作。
6. 协助国务院做好全国劳模的推荐、评选工作，负责全国劳模的管理工作；负责全国“五一”劳动奖章、奖状获得者的评选表彰和管理工作。
7. 负责工会经费和工会资产的管理、审查、审计工作；研究制定工会组织兴办职工劳动福利事业的有关制度和规定；负责对工会兴办职工劳动福利事业的指导、协调工作。
8. 负责工会国际联络工作，发展同各国工会的友好关系；负责与香港、澳门特别行政区和台湾地区工会的交流工作。
9. 承担党中央、国务院交办的其他事项。

## 机构设置

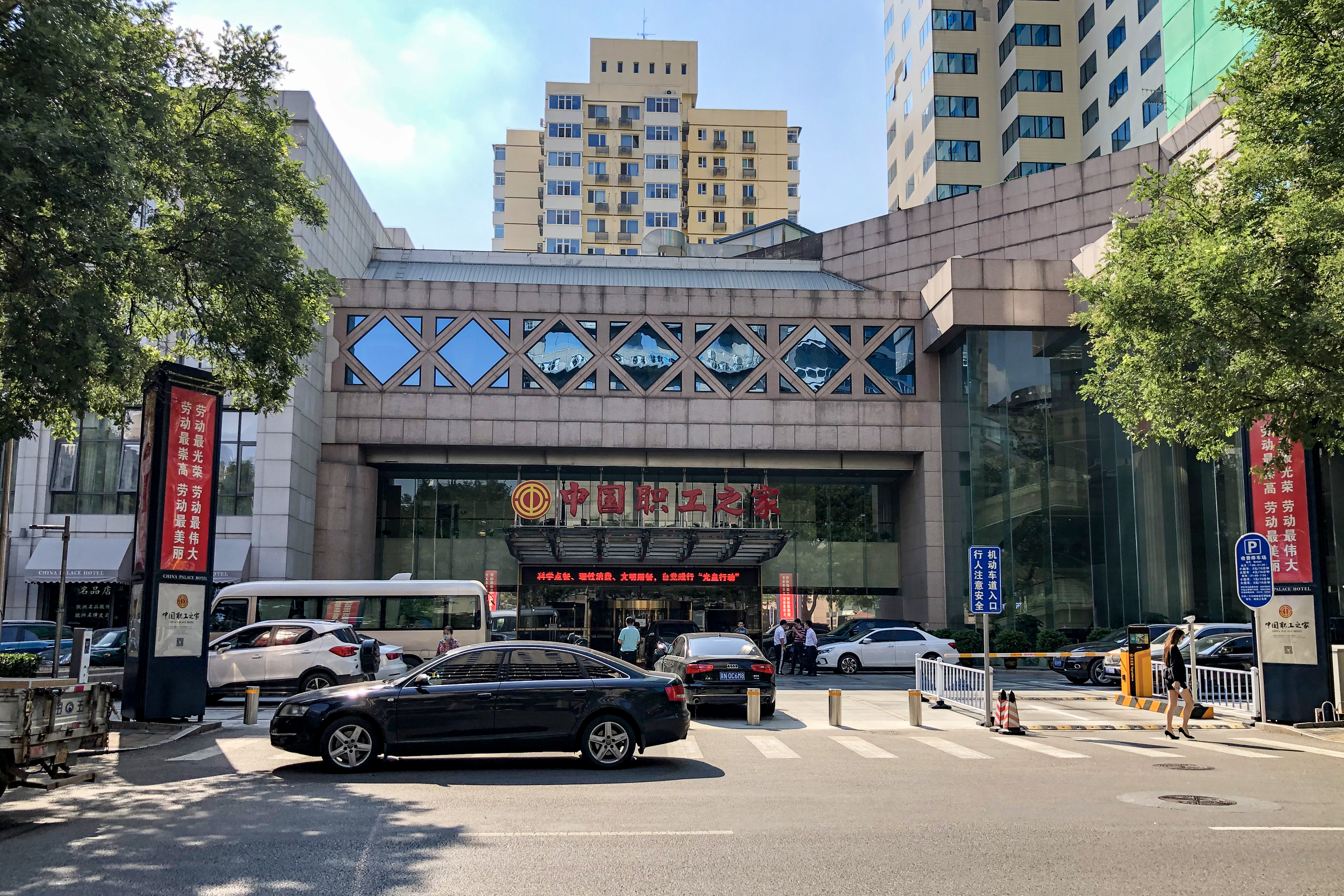
位于工会大楼南侧的中国职工之家（隶属于中华全国总工会）

根据《中华全国总工会机关职能配置、内设机构和人员编制规定》，中华全国总工会机关设置下列机构：

### 内设机构
- 办公厅
- 组织部
- 宣传教育部
- 研究室
- 权益保障部
- 劳动和经济工作部（中国职工技术协会办公室）
- 基层工作部
- 网络工作部
- 社会联络部
- 法律工作部
- 女职工部（全国总工会女职工委员会办公室）
- 财务部
- 国际联络部
- 全国总工会经费审查委员会办公室
- 机关党委
- 机关离退休干部局
- 资产监督管理部

### 产业工会
- 中国教科文卫体工会（英语：National Committee of the Chinese Educational, Scientific, Cultural, Medical and Sports Workers' Union）
- 中国海员建设工会
- 中国能源化学地质工会
- 中国机械冶金建材工会
- 中国国防邮电工会
- 中国财贸轻纺烟草工会
- 中国农林水利气象工会

### 直属事业单位
- 中华全国总工会文工团
- 中华全国总工会北戴河疗养院
- 中华全国总工会青岛疗养院
- 《工人日报》社
- 中国工人出版社
- 中国工运研究所
- 中华全国总工会信息中心
- 中国职工对外交流中心
- 中华全国总工会机关服务中心

直属高等学校
- 中国劳动关系学院

### 直属企业单位
- 中国职工之家

## 历任领导

#### 第一屆（1922年5月—1925年5月）
- 總部主任：鄧中夏

#### 第二屆（1925年5月—1926年5月）
- 委員長：林偉民（當年中華全國總工會正式成立）

#### 第三屆（1926年5月—1927年6月19日）
- 委員長：蘇兆征

#### 第四屆（1927年6月—1929年11月）
- 委員長：蘇兆征

#### 第五届（1929年11月—1948年8月）
- 委員長：項英

#### 第六屆（1948年8月—1953年5月）
- 名譽主席：劉少奇
- 主席：陳雲

#### 第七屆（1953年5月—1957年12月）
- 名譽主席：劉少奇
- 主席：赖若愚

#### 第八屆（1957年12月—1966年12月）
- 主席：赖若愚（1957年12月—1958年5月） → 刘宁一

#### 第九屆（1978年10月—1983年10月）
- 主席：倪志福

#### 第十屆（1983年10月—1988年10月）
- 主席：倪志福
- 书记处第一书记：倪志福（兼）

#### 第十一屆（1988年10月—1993年10月）
- 主席：倪志福
- 书记处第一书记：朱厚泽（1988年10月—1989年12月） → 于洪恩（1989年12月－1991年12月） → 张丁华（1991年12月－1993年10月）

#### 第十二屆（1993年10月—1998年10月）
- 主席：尉健行
- 书记处第一书记：张丁华

#### 第十三屆（1998年10月—2003年9月）
- 主席：尉健行（1998年10月—2002年12月） → 王兆国（2002年12月－2003年9月）
- 书记处第一书记：张俊九

#### 第十四屆（2003年10月—2008年10月）
- 主席：王兆国
- 书记处第一书记：张俊九（2003年10月—2005年12月） → 孙春兰（2005年12月－2008年10月）

#### 第十五屆（2008年10月—2013年10月）
- 主席：王兆国（2008年10月—2013年3月） → 李建国（2013年3月－10月）
- 书记处第一书记：孙春兰（2008年10月—2009年11月） → 王玉普（2009年11月－2013年2月） →  陈豪（2013年2月－10月）

#### 第十六屆（2013年10月—2018年10月）
- 主席：李建国（2013年10月—2018年3月） → 王东明（2018年3月－10月）
- 书记处第一书记：陈豪（2013年10月—2014年10月） → 李玉赋（2014年12月－2018年10月）

#### 第十七屆（2018年10月—2023年10月）
- 主席：王东明
- 书记处第一书记：李玉赋（2018年10月—2021年2月） → 陈刚（2021年2月－2023年1月） → 徐留平（2023年3月－）

#### 第十八届（2023年10月—）
- 主席：王东明
- 书记处第一书记：徐留平
- 副主席：徐留平、孙菊生（兼）、杨宇栋、魏地春、吴秀章（兼）、木合亚提·加尔木哈买提（兼，—2025年1月）、迪力夏提·柯德尔汗（兼，2025年1月—）、朱建平、马璐、林怡（兼）、钟洪江、苟坪（兼）、金善文、郭明义（兼）、巨晓林（兼）、高凤林（兼）
- 书记处书记：杨宇栋、魏地春、朱建平、马璐、钟洪江、金善文（—2025年6月）、邹震、王娇萍、张新武、潘健[8]
- 党组成员：杨宇栋、李金英（纪检监察组组长）、魏地春、朱建平、马璐、钟洪江、蔡安辉（经费审查委员会主任）、金善文（机关党委书记）、邹震、王娇萍、张新武、潘健

### 引用
1. ↑  维卡斯·巴贾杰. . 纽约时报中文网. 2013-02-17  [2024-02-25]. （原始内容存档于2021-12-23） （中文（简体））.
2. ↑  冯刚. . 社会 - Chinese Journal of Sociology. 2006, 26 (3): 81-98.  [2024-02-25]. （原始内容存档于2024-02-25）.
3. ↑  . cpc.people.com.cn.   [2025-05-29].
4. ↑  . 中华全国总工会网站.   [2020-12-31]. （原始内容存档于2021-01-03）.
5. ↑  中华全国总工会组织部编. . 北京: 中国工人出版社. 2018.12: 125–126. ISBN 978-7-5008-7110-1.
6. ↑  国家发展和改革委员会. . 中国政府网. 北京.   [2021-01-02]. （原始内容存档于2021-01-16） （中文（简体））.
7. ↑  行业协会商会与行政机关脱钩联合工作组办公室. . 中国政府网. 北京.   [2021-01-02]. （原始内容存档于2021-01-02） （中文（简体））.
8. ↑  朱宇晟. . 中国新闻网. 工人日报. 2023-10-13  [2023-10-15]. （原始内容存档于2023-11-17） （中文（简体））.

## 外部連結
- 中華全國總工會（页面存档备份，存于）

### 工会机关刊物
- 《工会工作通讯》
- 《中国工运》
- 《工运研究》